# 뮤리엘의 웨딩
《뮤리엘의 웨딩》(Muriel's Wedding)은 오스트레일리아에서 제작된 P.J. 호건 감독의 1994년 코미디 드라마, 가족 영화이다. 토니 콜렛 등이 주연으로 출연하였고 린다 하우스와 조셀린 무어하우스가 제작자로 참여하였다.

## 줄거리
소심하고 사회성이 부족한 무리엘은 허영심 가득한 친구들에게 늘 놀림받는 존재다. 그녀는 ABBA 음악을 즐겨 들으며 지루한 해변 마을 '포포이즈 스핏'을 벗어나 화려한 결혼식을 올리는 꿈을 꾼다. 그러던 중 친구의 결혼식에서 충격적인 장면을 목격하고, 도난 사건에 휘말려 망신을 당한다. 설상가상으로 무리엘은 친구들로부터 배척당하고, 어머니의 돈을 훔쳐 친구들이 간 섬으로 따라간다. 거기서 고등학교 동창 론다와 우정을 쌓지만, 돈 문제로 다시 집으로 돌아오게 된다.
무리엘은 론다와 함께 시드니로 도망쳐 '마리엘'이라는 이름으로 새로운 삶을 시작한다. 비디오 가게에서 일하며 어색하지만 친절한 남자를 만나 데이트도 하지만, 론다가 갑자기 다리를 쓰지 못하게 되면서 상황은 급변한다. 병원에서 론다는 척추암 진단을 받고, 수술을 받지만 결국 하반신 마비가 된다. 무리엘은 론다를 돌보겠다고 약속하고, 론다의 병을 이용해 고급 웨딩샵에서 웨딩드레스를 입어보며 대리만족을 느낀다. 론다는 무리엘의 허황된 꿈에 실망하고 둘의 관계는 소원해진다.
무리엘은 호주 올림픽 대표팀에 합류하려는 남아프리카 수영 선수와 돈을 받고 위장 결혼을 한다. 시드니에서 화려한 결혼식을 올리지만 론다는 들러리를 거부한다. 결혼식 후 남편은 무리엘에게 무관심하고, 무리엘의 어머니는 뜻밖의 죽음을 맞이한다. 무리엘은 어머니의 죽음에 큰 충격을 받고, 진실되지 못한 결혼 생활을 청산하기로 결심한다. 그녀는 아버지에게 돈을 돌려주겠다고 약속하고, 동생들을 괴롭히는 아버지에게 맞선다.
마침내 무리엘은 론다를 찾아가 함께 시드니로 돌아가자고 제안한다. 론다는 기꺼이 받아들이고, 무리엘은 과거의 자신을 괴롭히던 친구들에게 속 시원한 한마디를 날린다. 두 사람은 희망찬 미래를 꿈꾸며 '포포이즈 스핏'을 떠난다.

## 출연

### 주연
- 토니 콜렛
- 빌 헌터
- 레이첼 그리피스

### 조연
- 소피 리
- 로잘린드 하몬드
- 벨린다 자렛
- 피파 그랜디슨
- 지니 드라이넌
- 댄 와일리
- 게비 밀게이트
- 제니 네빈슨
- 맷 데이
- 크리스 헤이우드
- 다니엘 라팡

## 기타
- 협력프로듀서: 마이클 D. 에글리온
- 협력프로듀서: 토니 마후드
- 음향: 데이빗 리
- 미술: 패디 리어든
- 의상: 테리 라이언
- 배역: 앨리슨 바렛

## MBC 성우진 (1997년 10월 18일)
- 윤소라 - 뮤리엘 (토니 콜렛)
- 김기현 - 뮤리엘 아버지 (빌 헌터)
- 김수희 - 론다 (레이첼 그리피스)
- 안정현
- 김태훈
- 박태호
- 이명숙
- 홍승옥
- 이도련
- 조예신
- 최원형
- 윤복성
- 김영선
- 박소라
- 엄현정
- 윤성혜
- 이철용
- 장성호
- 정남

## 같이 보기
- 오스트레일리아 영화